# Берёзовский комбинат силикатных изделий
ОАО «Берёзовский КСИ» (Берёзовский комбинат силикатных изделий; бел. Бярозаўскі камбінат сілікатных вырабаў) — белорусское предприятие промышленности строительных материалов. Расположено в Берёзовском сельсовете Берёзовского района Брестской области.

## История
В 1958—1961 годах был построен Новоберёзовский известковый завод, ранее в Берёзе действовал известковый завод № 6 треста нерудных материалов Наркомата (Министерства) промышленности стройматериалов БССР (с 1957 года — управления промышленности стройматериалов СНХ БССР). В 1961—1965 годах Новоберёзовский известковый завод подчинялся управлению промышленности стройматериалов СНХ БССР, в 1965—1990 годах — Министерству промышленных стройматериалов БССР. В 1990 году Новоберёзовский известковый завод был преобразован в Берёзовский комбинат силикатных изделий. В 1991—1994 годах комбинат подчинялся Министерству промышленности стройматериалов Республики Беларусь, в 1994 году передан в подчинение Министерства архитектуры и строительства Республики Беларусь. В 2000 году комбинат преобразован в одноимённое открытое акционерное общество (по другой информации, преобразован в открытое акционерное общество в 1990 году).

## Современное состояние
В 2005 году комбинат производил строительную известь, мелкие стеновые блоки, пенополистирольные теплоизоляционные плиты.
В 2007 году компания была приватизирована группой «Трайпл» уроженца Берёзовского района Юрия Чижа. После приватизации предприятие поставляло продукцию для строительного бизнеса Чижа и на экспорт, но оставалось убыточным. В 2016 году Чиж начал реструктуризацию группы «Трайпл» и, в числе прочего, было проведено объединение отделов сбыта с принадлежащим Чижу СЗАО «Кварцмелпром», которые начали действовать совместно под брендом SLS Group.
23 июля 2019 года Экономический суд Брестской области начал рассматривать дело о банкротстве ОАО «Берёзовский КСИ». В феврале 2020 года Украина — один из крупных рынков сбыта продукции предприятия — ввела антидемпинговые пошлины на газобетонные блоки ОАО «Берёзовский комбинат силикатных изделий». 7 апреля 2020 года экономический суд Брестской области признал предприятие банкротом, назначив санацию. В мае 2020 года заявление о признании банкротом направила в суд материнская компания «Трайпл».

## Санкции ЕС
23 марта 2012 года Совет Европейского союза внёс Юрия Чижа и его компании, в том числе Берёзовский комбинат силикатных изделий в «Чёрный список ЕС». 6 октября 2015 года суд Европейского союза отменил решение Совета ЕС о введении санкций против Чижа и его предприятий.